# Крупчицкий, Пётр Александрович
Пётр Александрович Крупчицкий (16.12.1925 — 28.04.2004) — российский учёный в области физики реакторов и нейтронной физики, доктор физико-математических наук, лауреат Ленинской премии.

## Биография
После окончания МГУ (1952) работал в ИТЭФ, последняя должность — главный научный сотрудник.
В 1957 г. защитил кандидатскую диссертацию на тему «Константы изотопов U233 и Pu240 для расчета ядерных реакторов». В ней исследованы вопросы увеличения глубины выгорания ядерного горючего в реакторе и разработки ториевого цикла с расширенным воспроизведением ядерного горючего.
В 1960 г. начал цикл экспериментов по поиску слабого нуклон-нуклонного взаимодействия. Пучок поляризованных нейтронов направлялся на тонкую пластинку из кадмия, по сторонам которой располагались сцинтилляционные детекторы из йодистого натрия. После 4 лет круглосуточного сбора статистики получено подтверждение наличия слабого нуклон-нуклонного взаимодействия.
Результат исследований по несохранению пространственной четности в 1976 г. был признан научным открытием № 178 с приоритетом от 2 июня 1964 г.:
- «Экспериментально установлено неизвестное ранее явление несохранения пространственной четности в ядерных электромагнитных переходах, обусловленное слабым нуклон-нуклонным взаимодействием, приводящим к асимметричному относительно направления поляризации испусканию гамма-квантов поляризованными ядрами» (авторский коллектив — Ю. Г. Абов, П. А. Крупчицкий, Ю. А. Оратовский и И. С. Шапиро).

В 1968 г. защитил докторскую диссертацию:
- Поиски несохранения пространственной четности и нарушения временной обратимости в ядерных взаимодействиях с помощью поляризованных нейтронов : диссертация … : доктора физико-математических наук : 01.00.00. — Москва, 1968. — 116 с. : ил.

В 1974 году присуждена Ленинская премия за участие в экспериментальном открытии несохранения четности в ядерных взаимодействиях.
Совместно с В. Ф. Перепелицей на реакторе ИТЭФ проводил опыты по поиску гипотетических частиц — тахионов, скорость которых должна превышать скорость света.
С 1982 года по совместительству — профессор МФТИ.
Умер 28 апреля 2004 г. после продолжительной тяжелой болезни.
Сочинения:
- Фундаментальные исследования с поляризованными медленными нейтронами / П. А. Крупчицкий. — М. : Энергоатомиздат, 1985. — 127 с. : ил.; 21 см.
- Слабое взаимодействие ядерных частиц [Текст] / П. А. Крупчицкий, д-р. физ.-мат. наук, лауреат Ленинской премии. — Москва : Знание, 1975. — 62 с. : ил.; 20 см. — (Новое в жизни, науке, технике. Серия «Физика» 2).
- Поляризованные медленные нейтроны [Текст] / Ю. Г. Абов, А. Д. Гулько, П. А. Крупчицкий. — Москва : Атомиздат, 1966. — 268 с. : черт.; 21 см.
- Нейтронная физика [Текст] : Сборник статей / Под ред. канд. физ.-мат. наук П. А. Крупчицкого. — Москва : Госатомиздат, 1961. — 371 с. : ил.; 23 см.